# Gymnasium Osterholz-Scharmbeck
Das Gymnasium Osterholz-Scharmbeck ist ein staatliches Gymnasium in der niedersächsischen Kreisstadt Osterholz-Scharmbeck.

## Geschichte
Die Schule öffnete am 21. April 1960 erstmals in den Räumen einer ehemaligen Mittelschule mit 80 Schülern und 7 Lehrern. Am 5. November 1965 bezog die Schule erstmals ihre heutigen Räumlichkeiten in der Loger Straße. Im folgenden Jahr absolvierte der erste Jahrgang das Abitur. Zwischenzeitlich besuchten 1972 etwa 1400 Schüler das Gymnasium. Aus diesem Grund wurde 1975 ein weiterer Standort gegründet, der sich jedoch bereits im folgenden Jahr als Gymnasium Lilienthal selbstständig machte. Das heutige Gymnasium Ritterhude entstand auf dieselbe Weise. Gegründet als Zweigstelle des Gymnasiums Osterholz-Scharmbeck im Jahre 1976 wurde sie im August 2005 selbstständig.
Das Gymnasium nimmt am Projekt Junior-Ingenieur-Akademie teil. Es ist seit 2022 eine Europaschule.

## Persönlichkeiten

### Schulleiter
- 1960–1970: Reinhard Schirmer
- 1970–1991: Rudolf Rechtmann
- 1993: Robert Just
- 2007–2014: Gerd Schmidt
- 2014–2018: Stefan Stamp-Focke

### Absolventen
- Robert Teske (* 1990), Politiker (AfD)
- Bernd Lütjen  (* 1963), Politiker (SPD)

### Lehrer
- Klaus Schikore (* 1929), Pädagoge und Kommunalpolitiker